# Plexippoides linzhiensis
Plexippoides linzhiensis är en spindelart som först beskrevs av Hu 2001.  Plexippoides linzhiensis ingår i släktet Plexippoides och familjen hoppspindlar. Inga underarter finns listade i Catalogue of Life.